# Алан Джонс (гонщик)
Алан Стенлі Джонс (англ. Alan Stanley Jones; 2 листопада 1946, Мельбурн) — австралійський гонщик, колишній пілот Формули 1. Перший чемпіон у складі команди Вільямс. Є останнім австралійським пілотом, який вигравав Гран-прі Австралії, вигравши Гран-прі 1980 року.

## Ранні роки
Алан народився 2 листопада 1946 року у Мельбурні в сім'ї Стена Джонса та його дружини Альми О'Браєн. Під час Другої світової його батько служив у австралійських збройних силах на базі Дарвіна. За два роки після народження Алана він почав займатися автоперегонами, а невдовзі відкрив у Річмонді, штат Вікторія, продаж вживаних автомобілів. Справа йшла добре, і фірма розширилася ще двома магазинами у північному та східному передмістях Мельбурна.
Почавши з гонок по підйому на пагорб, Стен згодом вигравав гран-прі Австралії, Нової Зеландії та австралійський чемпіонат пілотів (Australian Drivers' Championship). Проте, через його слабкість до жіночої статі, дружина залишила його, коли Алану було 12. Опікунство над сином виграв Стен. Навчався хлопець у Xavier College. Згодом допомагав батькові у справах. Захоплювався картингом.
Бізнес на початку 60-х пішов гірше і до середини десятиліття Стен втратив майже всі гроші. Алан же у 1967 році, прагнучи стати гонщиком, відбув до Європи. Та невдовзі виявилося, що він не може собі дозволити навіть участь у Formula Ford.

## Початок європейської кар'єри
Алан повернувся до Австралії, але вже у 1970 знову від'їхав до Європи, де скооперувався із співвітчизником Браяном МакГвайром. Разом вони купували та продавали автівки, що були у вжитку. Врешті-решт, Алан зміг придбати Lotus 41 Формули 3, який він сподівався переробити до вимог Формули 2 та продати у Австралії. Однак, на тестовій аварії на Брендс-Гетч машина розбилася, а Джонс зламав ногу.
У 1971 Алан Джонс переробив Brabham BT 28 у BT35 і провів на ньому вдалий сезон у Формулі-3, а також серію тестів для March Engineering на Сільверстоуні. Не зважаючи на успіх випробувань, March не запропонували йому місце пілота, і Джонс провів сезон 1972 року у Формулі-3, керуючи автівкою GRD 372. Наступного року на GRD 373 Алан здобув свою першу перемогу на Сільверстоуні.
Показуючи високу стабільну швидкість, він заручився підтримкою нового спонсора. І того ж року став другим у Британській Формулі-3, виступаючи за команду DART (Denys Dobbie's Racing Team).
Стан справ змінила зустріч з Гаррі Стіллером. Він став спонсором Джонса у 1974 у Formula Atlantic. За його команду Harry Stiller Racing Алан виступав на March 74B Ford.
Також за підтримки Гаррі Стіллера, Алан Джонс дебютував наступного року у Формулі-1 на шасі Hesketh, виступаючи за Custom Made Harry Stiller Racing.

## Формула-1

### 1975
Дебют Алана Джонса у Формулі-1 відбувся 27 квітня 1975 року на трасі Монжуїк-парк, поблизу Барселони, де проводився Гран-прі Іспанії, четверта гонка сезону. Автівка Hesketh 308B з двигуном Ford V8, яку він пілотував, була досить непоказною, але, спроектована Харві Постлтуейтом, містила багато цікавих технічних рішень. Зокрема, це був перший автомобіль на трасі Формули-1, в якому використовувалися вуглепластикові композитні матеріали. Джеймс Хант, з яким згодом Джонс потоваришував, на такій самій зміг здобути перемогу на Гран-прі Нідерландів два місяці потому. Сам же Джонс зійшов у своїй першій гонці на четвертому колі після удару автівки Марка Донох'ю, якого розвернуло на пролитому маслі. Але й переможець цих перегонів, яким записали Йохена Масса, пройшов лише 29 кіл із запланованих 75, оскільки гонка була зупинена через аварію.
У наступних двох гран-прі Джонс також зійшов: на гран-прі Монако він втратив колесо на 62-му колі, а на гран-прі Бельгії стикнувся з Жаком Лаффітом невдовзі після початку гонки.
Результатом останнього виступу Custom Made Harry Stiller Racing стало одинадцяте місце на гран-прі Швеції. Наступну гонку Джонс провів вже за Embassy Racing with Graham Hill.За команду Хілла він також провів чотири гонки, фінішувавши у всіх. В останній же, на Нюрнбургринзі, Джонс навіть став п'ятим, заробивши два очка.

### 1976
1976 рік Джонс провів у команді Surtees, будучи напарником американця Бретта Ланжера.
Болід Surtees TS19 був сконструйований Джоном Сертісом і Кеном Сірсом, мав двигун Ford Cosworth V8 та коробку передач Hewland FGA400, й уявляв собою алюмінієвий монокок, що мчав на гумі Goodyear.
З тринадцяти гонок, в яких Джонс стартував, у трьох він приїхав у очки. Так, його п'яте місце на гран-прі Бельгії стало першим очковим здобутком команди починаючи з гран-прі Бразилії 1974 року.
На дощовому гран-прі Японії, що приніс чемпіонський титул Джеймсу Ханту, Алан Джонс йшов досить високо після невдалої кваліфікації.
І, саме обігнавши його та Клея Регаццоні на останніх колах після піт-стопу, Хант здобув собі третє місце, що забезпечило йому перемогу у особистому заліку.
Підсумком Джонса за 1976 рік стало п'ятнадцяте місце із сімома очками. Його напарник не набрав залікових балів зовсім.
Однак, Джон Сертіс був не у захваті від того, що австралієць приділяє багато уваги виступам у американському чемпіонаті Formula 5000, й не продовжив із ним контракт на наступний рік.

### 1977
Тож на початку 1977 року Джонс виступав у австралійських змаганнях Rothmans International Series, доки команда Shadow не запропонувала йому місце бойового пілота, після загибелі Тома Прайса на етапі в Південній Африці.
Алан долучився до команди на гран-прі США-Захід. У Лонг-Біч він зійшов після половини дистанції через поламку коробки передач.
Вперше дістатись фінішу на Shadow DN8 австралійцю вдалося на гран-прі Монако. Тоді він став шостим. На наступному — гран-прі Бельгії — вже п'ятим.
Після двох сходів та двох финішів поза очками, Алан досить несподівано здобув перемогу на гран-прі Австрії, де всі очікували на тріумф фаворита Нікі Лауди, що виграв поул.
В Італії Джонс фінішував на подіумі, а на двох останніх етапах — став четвертим. Вражаючі виступи австралійця привернули увагу Френка Вільямса, що мав намір відновити свою команду у Формулі-1, і той підписав із ним контракт на наступний рік.
Закінчив сезон Алан Джонс сьомим із 22 заліковими балами. Свій другий чемпіонський титул здобув того року Нікі Лауда.

### 1978
У сезоні 1977 року за Williams Grand Prix Engineering виступав бельгієць Патрік Нев на клієнтському шасі March 761, узявши участь у одинадцяти гран-прі із сімнадцяти. Однак, при цьому, тричі він не зміг пройти кваліфікацію.
Алан Джонс у сезоні 1978 провів усі гран-прі і на передостанньому етапі навіть став другим. Автівка FW06 — перша розробка Патріка Геда — не відрізнялася надійністю через конструювання в умовах обмеженого бюджету та браку людських ресурсів. Однак, до кінця року чисельність персоналу зросла з 17 до 50 осіб, і Вільямс зміг придбати ще одну автівку на наступний рік у Джона Сертіса, який закривав команду.
На FW06 Алан Джонс зійшов на першому етапі в Аргентині через поламку паливної системи, став одинадцятим на гран-прі Бразилії і був вже четвертим на етапі у Південній Африці, пропустивши вперед лише Петерсона, Депайє та Ватсона. У Франції Джонс був п'ятим, а на гран-прі США здобув друге місце, поступившись лідеру Жаку Лаффіту 19 секундами.
Загальним результатом стало одинадцяте місце з одинадцятьма заліковими балами та два найшвидші кола на трасах Лонг-Біч та кола острова Нотр-Дам.

### 1979
В сезоні 1979 року напарником Алана Джонса у Williams Grand Prix Engineering став швейцарець Клей Регаццоні. Перші чотири гонки вони провели на старому шасі FW06 із двигуном Cosworth V8, доки Патрік Гед доробляв нову FW07 із ґраунд-ефектом. І навіть на ньому Джонсу вдалося вибороти подіум на гран-прі США-Захід, пропустивши вперед лише дві Ferrari і програвши переможцю хвилину.
Розроблений на гроші спонсорів з арабських країн FW07 із тим же атмосферним двигуном на три літри Ford Cosworth V8, однак мав трохи потужнішу трансмісію та був ретельно опрацьований аж до дрібних деталей. Автівку представили на етапі в Іспанії.
Ґраунд-ефект відразу вивів її до лав конкурентноспроможних болідів. Однак, Джонсу вдалося фінішувати на ній вперше аж на гран-прі Франції, проте — відразу четвертим. Наступний гран-прі Великої Британії, що проходив на Сільверстоуні приніс Джонсу поул, перший в кар'єрі. На тридцять дев'ятому колі він зійшов, однак його напарнику Регаццоні вдалося успішно довести гонку до кінця й здобути перемогу, першу в історії Вільямса. Три наступні етапи принесли три перемоги поспіль самому Джонсу. В Італії він став дев'ятим, а на наступному етапі в Канаді — виграв другий поул. На старті в Канаді його обійшов Жиль Вільньов, однак після п'ятдесяти кіл Джонсу вдалося повернути лідерство і здобути четверту перемогу. Останній в тому сезоні гран-прі США проходив на трасі Воткінс-Ґлен. Австралієць знову виборов поул, проте зійшов під дощем після половини дистанції через встрату колеса після піт-стопу.
Вільямс здобули друге місце у Кубку Конструкторів. В особистому заліку Алан Джонс став третім після пілотов Феррарі.

### 1980

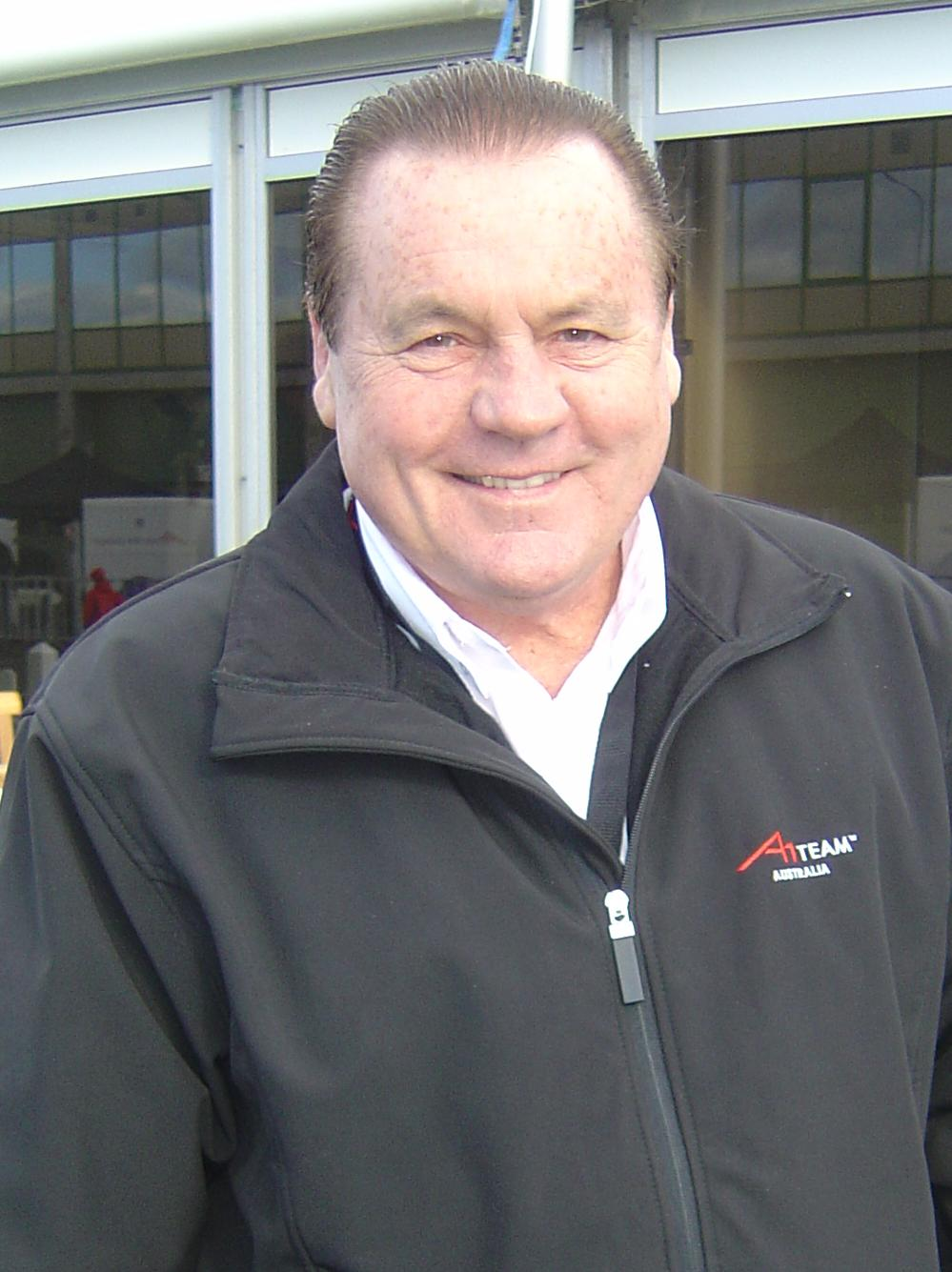
Алан Джонс у 2007 році

## Нагороди
- Орден Британської імперії у класі кавалера (MBE) від 14 червня 1980 за досягнення в автоспорті.[15]